# Ричмонд-Вест (Флорида)
Ричмонд-Вест (англ. Richmond West) — переписна місцевість (CDP) в США, в окрузі Маямі-Дейд штату Флорида. Населення — 35 884 особи (2020).

## Географія
Ричмонд-Вест розташований за координатами 25°36′33″ пн. ш. 80°25′47″ зх. д. / 25.60917° пн. ш. 80.42972° зх. д. (25.609276, -80.429646).  За даними Бюро перепису населення США в 2010 році переписна місцевість мала площу 11,10 км², з яких 10,79 км² — суходіл та 0,30 км² — водойми.

## Демографія
Згідно з переписом 2010 року, у переписній місцевості мешкали 31 973 особи в 8923 домогосподарствах у складі 7996 родин. Густота населення становила 2881 особа/км².  Було 9366 помешкань (844/км²).
Расовий склад населення:
| - 82,3 % — білих - 7,8 % — чорних або афроамериканців - 2,0 % — азіатів - 0,2 % — корінних американців - 4,7 % — осіб інших рас |

До двох чи більше рас належало 3,0 %. Частка іспаномовних становила 78,5 % від усіх жителів.
За віковим діапазоном населення розподілялося таким чином: 26,2 % — особи молодші 18 років, 64,6 % — особи у віці 18—64 років, 9,2 % — особи у віці 65 років та старші. Медіана віку мешканця становила 36,6 року. На 100 осіб жіночої статі у переписній місцевості припадало 94,6 чоловіків;  на 100 жінок у віці від 18 років та старших — 90,8 чоловіків також старших 18 років.
Середній дохід на одне домашнє господарство  становив 77 387 доларів США (медіана — 66 201), а середній дохід на одну сім'ю — 79 700 доларів (медіана — 69 712). Медіана доходів становила 37 418 доларів для чоловіків та 38 130 доларів для жінок. За межею бідності перебувало 7,8 % осіб, у тому числі 8,8 % дітей у віці до 18 років та 11,4 % осіб у віці 65 років та старших.
Цивільне працевлаштоване населення становило 17 706 осіб. Основні галузі зайнятості: освіта, охорона здоров'я та соціальна допомога — 20,5 %, роздрібна торгівля — 16,4 %, науковці, спеціалісти, менеджери — 12,4 %, транспорт — 9,0 %.